# Mondnacht
Mondnacht (Nuit sous la lune) est un poème écrit en 1835 par Joseph von Eichendorff, poète allemand.
Il a été mis en musique par Robert Schumann pour en faire un lied dans son cycle Liederkreis op. 39.

## Texte original
« Es war, als hätt’ der Himmel

Die Erde still geküßt,

Daß sie im Blütenschimmer

Von ihm nun träumen müßt’.

Die Luft ging durch die Felder,

Die Ähren wogten sacht,

Es rauschten leis die Wälder,

So sternklar war die Nacht.

Und meine Seele spannte

Weit ihre Flügel aus,

Flog durch die stillen Lande,

Als flöge sie nach Haus. »

### Traduction
« C'était comme si le ciel avait

Embrassé la Terre silencieusement,

De sorte que, dans la lueur des fleurs,

Elle dût désormais rêver de lui.

La brise allait à travers champs,

Les épis ondulaient doucement,

Les bois frémissaient faiblement,

Tant la nuit était illuminée d'étoiles.

Et mon âme étendit

Largement ses ailes,

S'envola par les campagnes silencieuses,

Comme si elle rentrait chez elle. »